# 沙佩维尔
沙佩維爾（英語：Sharpeville），是位于南非豪登省南部两个大型工业城市范德拜爾帕克和弗里尼欣之间的一个小镇。沙佩维尔是瓦尔三角区六个乡镇中最古老的一个。

## 歷史
沙佩维尔的建立最初是作为从1935年开始的一个五年重新安置项目。由于担心黑人居民离城市太近，重新安置计划旨在将“顶点位置”的人们从弗里尼欣移开。然而，因未解决住房短缺问题，该项目历时20年才完成。沙佩維爾最初被称为“沙佩土著乡”(Sharpe Native Township)，並采用了次经济住房方案。水费用是免费的，但14户人家需要共用一个水龙头，并设有两个浴室综合设施。到了1946年，一些房屋已经有了独立的水龙头和浴室。随着1950年种族隔离政府实施的《团体区域法案》，在1960年至1982年间，有超过350万南非人被强制迁移。
在1960年3月21日，沙佩維爾大屠杀发生，当时阿扎尼亚泛非主义者大会组织了一次反对种族隔离《通行证法》的和平抗议活动。抗议活动变得暴力，导致警察向人群开枪，造成69人死亡，178人受伤。
沙佩维尔还是 1983 年一起谋杀案的发生地，这起谋杀案导致了对沙佩维尔六人的逮捕、审判和有争议的死刑判决（后被减刑）。
2004年，“顶点位置”的前居民因失去财产和土地而得到补偿。每户房屋获得6万兰特。象征性地，纳尔逊·曼德拉于1996年12月10日在沙佩維爾签署了南非宪法，并开创了沙佩維爾纪念馆以纪念1960年大屠杀的受害者。3月21日在如今也被訂为人权日。